# Anton Ondrejkovič
Anton Ondrejkovič (* 11. dubna 1936) je slovenský důlní inženýr, předák hornických spolků, bývalý ředitel Dolu Handlová a bývalý politik, po sametové revoluci československý poslanec Sněmovny národů Federálního shromáždění za Verejnosť proti násiliu, později za HZDS.

## Biografie
Absolvoval Vysokou školu báňskou v Ostravě a od roku 1962 nastoupil do dolu Handlová. Působil jako důlní inženýr. Zde pracoval po celý svůj profesně aktivní život až do odchodu do penze roku 1999, přičemž od roku 1992 byl jmenován ředitelem tohoto důlního podniku. Za jeho působení se podnik transformoval na akciovou společnost a zavedl moderní těžební technologie. V roce 1999 se stal ředitelem úřadu Slovenské báňské komory. Za jeho úřadování se komora začala více zabývat podporou hornických spolků. Inicioval vznik Handlovského hornického spolku v roce 2006, jemuž od té doby trvale předsedá. Bydlí v Handlové. Do roku 1962 byl evidován jako spolupracovník československé vojenské rozvědky. Do roku 1969 byl členem KSS, pak vyloučen.
Ve volbách roku 1990 zasedl za VPN do slovenské části Sněmovny národů (volební obvod Středoslovenský kraj). V roce 1991, v souvislosti s rozkladem VPN, přestoupil do poslaneckého klubu jedné z nástupnických formací HZDS. Ve Federálním shromáždění setrval do voleb roku 1992. Politicky byl aktivní i později. V parlamentních volbách na Slovensku roku 1998 kandidoval za HZDS na 65. místě kandidátní listiny, ale nebyl zvolen. Je tehdy uváděn jako ředitel Dolu Handlová.